# Liparetrus karinus
Liparetrus karinus är en skalbaggsart som beskrevs av Britton 1980. Liparetrus karinus ingår i släktet Liparetrus och familjen Melolonthidae. Inga underarter finns listade i Catalogue of Life.